# Caza de Tyr
Caza de Tyr (arabiska: قضاء صور) är ett distrikt i Libanon.   Det ligger i guvernementet Mohafazat Liban-Sud, i den sydvästra delen av landet, 80 kilometer söder om huvudstaden Beirut.
Omgivningarna runt Caza de Tyr är i huvudsak ett öppet busklandskap. Runt Caza de Tyr är det ganska tätbefolkat, med 230 invånare per kvadratkilometer.